# János Kabay

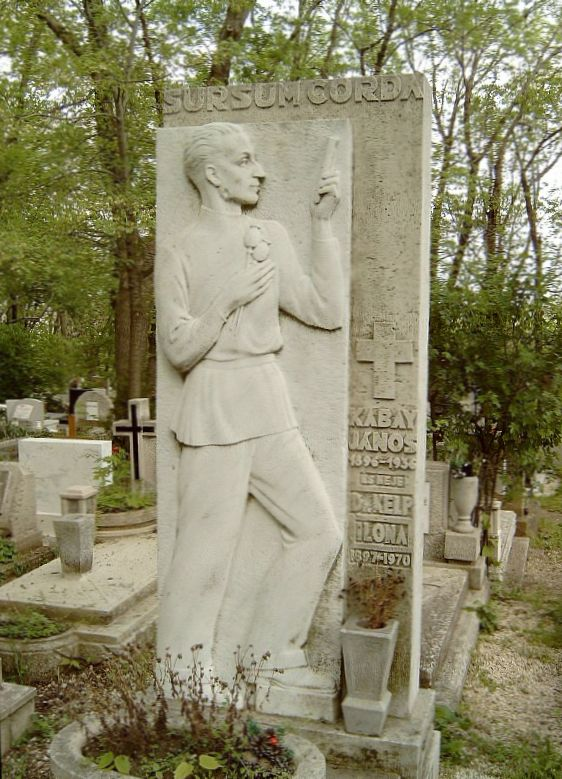
Grabmal von János Kabay auf dem Farkasréti-Friedhof in Budapest

János Kabay (* 27. Dezember 1896 in Büdszentmihály; † 29. Januar 1936 in Budapest) war ein ungarischer Chemiker und Pharmazeut. Er forschte im Bereich der Alkaloide und entwickelte eine neue Form der Extraktion von Morphin aus Mohnpflanzen.

## Leben
Kabay besuchte das Gymnasium in Nyíregyháza, Nagykálló und Hajdúnánás, wo er seinen Abschluss machte. 1915 begann er ein Studium an der Technischen Hochschule in Budapest im Fachbereich Chemieingenieurwesen, wurde jedoch kurz nach dem Beginn des Ersten Weltkriegs zum Kriegsdienst einberufen. Nach dem Krieg arbeitete er zunächst in einer Apotheke, um dann 1920 wieder sein Studium an der Péter-Pázmány-Universität aufzunehmen, wo er 1923 bei seinem Lehrer Lajos Winkler sein Diplom als Pharmazeut machte. Danach arbeitete bei seinem Bruder Péter Kabay in dessen Apotheke in Hajdúnánás, wo er begann, über Morphin zu forschen. In dieser Zeit lernte er die Chemikerin Ilona Kelp, seine zukünftige Ehefrau, kennen, mit der er fortan zusammen arbeitete. Mitte der 1920er Jahre gelang es Kabay, ein Verfahren zu entwickeln, mit dem es möglich wurde, Morphin nicht nur aus dem Kopf von Mohnpflanzen zu gewinnen, sondern auch aus dem getrockneten Mohnstroh. 1927 gründete er in Büdszentmihály, dem heutigen Tiszavasvári, die Firma Alkaloida Vegyészeti Gyárat, die sich hauptsächlich der Produktion von Morphin widmete. 1935 eröffnete die Firma ein Tochterunternehmen in Polen. Kurz darauf starb Kabay 1936 in Budapest im Alter von 39 Jahren.
Nach dem Zweiten Weltkrieg wurde die von ihm gegründete Firma verstaatlicht und zählte 1968 zu den weltweit führenden Unternehmen in der Morphin-Produktion.

## Würdigung
In Ungarn wurden Kabay zu Ehren Straßen, Apotheken und Schulen nach ihm benannt.